# 불로뉴 선언
불로뉴 선언(에스페란토: Deklaracio de Bulonjo-ĉe-Maro)은 에스페란토와 에스페란토주의(Esperantismo)를 공식적으로 정의한 선언이다. 프랑스 불로뉴쉬르메르(Boulogne-sur-Mer)에서 열린 제1차 세계 에스페란토 대회에서 1905년 8월 9일에 공표되었다. 공식 제목은 에스페란토주의의 본질에 대한 선언(에스페란토: Deklaracio pri la esenco de Esperantismo)이다.

## 내용
다섯 문단으로 이루어진 이 선언은 에스페란토의 목적과 공공성 및 불변성에 대하여 정의한다.
제1조는 에스페란토의 목표에 대한 조항으로, 에스페란토가 민족어를 대체하지 않고 순수하게 국제 의사소통을 위한 보조어라고 명시한다. 즉, 에스페란토의 다국어주의와의 호환성을 명시한다. 이런 내용은 프라하 선언 등에서도 찾을 수 있다.
제2조는 에스페란토에 대한 일종의 옹호문이다. 에스페란토가 당시의 국제어 후보 가운데 유일하게 (1) 인공어이고 (arta), (2) 완성되었고 (finita), (3) 검증되었고 (elprovita), (4) 존속될 수 있고 (vivipova), (5) 적합한 (taŭga) 언어라고 주장하고 있다. 에스페란토 이전에도 이미 볼라퓌크와 같은 인공 국제어가 존재하였고, 또 당시에는 에스페란토를 개량하려는 각종 제안이 난무했는데, "정통" 에스페란토를 이런 다른 언어들로부터 구별하려는 취지다.
제3조는 에스페란토가 아무런 지적 재산권이 없음을 선언한다. 자멘호프는 이미 제1서에서 에스페란토는 공공 재산임을 선언하였고, 이는 여기에도 다시 실려 있다. 물론, 에스페란토 언어 자체에 대한 지적 재산권은 에스페란토로 쓰여진 개별 문서의 지적 재산권과는 전혀 별개다.
제4조는 에스페란토의 기초가 푼다멘토 데 에스페란토임을 명시한다. 이 이외의 그 어떤 문서도 강제적 효력이 없고, 반대로 푼다멘토를 따르지 않는 문서는 에스페란토라 할 수 없다. 심지어, 자멘호프의 다른 저작물 (푼다멘토에 수록되지 않은 제1서의 내용, 기본 예문집, 어학 문답(Lingva Respondoj)) 등)도 단순히 "권장 문체" 이상의 효력을 지니지 않는다. 다만, 에스페란토 학술회에서, 푼다멘토의 서문에 의거하여, 푼다멘토와 동등한 강제성을 지닌 9편의 "공식 부록"(Oficialaj Aldonoj) 및 기타 공문을 공포하였다.
제5조는 "에스페란티스토"라는 용어를 정의한다. 에스페란티스토의 지위는 에스페란토를 쓰는 목적 및 각종 에스페란토 조직에 가입 여부와 관련이 없다.

## 원문
| Deklaracio pri la Esenco de la Esperantismo | 에스페란토주의의 본질에 대한 선언 |
| Ĉar pri la esenco de la Esperantismo multaj havas tre malveran ideon, tial ni subskribintoj, reprezentantoj de la Esperantismo en diversaj landoj de la mondo, kunvenintaj al la internacia Kongreso Esperantista en Boulogne-sur-Mer, trovis necesa laŭ la propono de la aŭtoro de la lingvo Esperanto doni la sekvantan klarigon: | 에스페란토주의의 본질에 대하여 많은 이들이 오해를 하고 있으므로, 이런 연고로 세계 각국의 에스페란토주의의 대표자인 우리는 불로뉴쉬르메르에서 열린 세계 에스페란티스토 대회에 모여, 에스페란토 언어의 창제자의 제안에 따라 다음과 같은 해명을 공표한다. |
| 1. La Esperantismo estas penado disvastigi en la tuta mondo la uzadon de lingvo neŭtrale homa, kiu «ne entrudante sin en la internan vivon de la popoloj kaj neniom celante elpuŝi la ekzistantajn lingvojn naciajn», donus al la homoj de malsamaj nacioj la eblon kompreniĝadi inter si, kiu povus servi kiel paciga lingvo de publikaj institucioj en tiuj landoj, kie diversaj nacioj batalas inter si pri la lingvo, kaj en kiu povus esti publikigataj tiuj verkoj, kiuj havas egalan intereson por ĉiuj popoloj. Ĉiu alia ideo aŭ espero, kiun tiu aŭ alia esperantisto ligas kun la Esperantismo, estos lia afero pure privata, por kiu la Esperantismo ne respondas. | 1. 에스페란토주의는 전세계에 중립적 인류어를 퍼뜨리려는 운동이다. 이 언어는 각 민족의 내부적 사항에 관여하지 않으며, 각국의 고유어를 대체하지 않는다. 대신, 서로 다른 나라의 사람들에게 서로를 이해시킬 수 있는 언어이자, 언어를 두고 다툼을 벌이는 나라들의 공공 기관에서 평화를 추구하는 언어이자, 범세계가 공통으로 관심을 가지는 작품을 출판할 수 있는 언어가 되고자 한다. 만약 일부 에스페란티스토가 에스페란토에 대하여 이와 다른 생각이나 희망을 품는다면, 이는 전적으로 사적인 일이며, 이에 대하여 에스페란토주의는 관여하지 않는다. |
| 1. Ĉar en la nuna tempo neniu esploranto en la tuta mondo jam dubas pri tio, ke lingvo internacia povas esti nur lingvo arta, kaj ĉar el ĉiuj multegaj provoj, faritaj en la daŭro de la lastaj du centjaroj, ĉiuj prezentas nur teoriajn projektojn, kaj lingvo efektive finita, ĉiuflanke elprovita, perfekte vivipova kaj en ĉiuj rilatoj pleje taŭga montriĝis nur unu sola lingvo, Esperanto, tial la amikoj de la ideo de lingvo internacia, konsciante ke teoria disputado kondukos al nenio kaj ke la celo povas esti atingita nur per laborado praktika, jam de longe ĉiuj grupiĝis ĉirkaŭ la sola lingvo Esperanto kaj laboras por ĝia disvastigado kaj riĉigado de ĝia literaturo. | 1. 오늘날에는 전세계의 그 누구도 국제어는 인공적 언어여야 한다는 사실에 대하여 의문을 품지 않는다. 지난 200년 동안 수많은 이들이 국제어에 대하여 이론적인 연구를 발표하였으나, 사실상 완성되고, 다방면으로 검증되었고, 완벽하게 존속 가능하고, 모든 면에서 적합한 언어라면 오직 에스페란토 밖에 없다. 이런 이유로, 이론적 논쟁은 아무것도 이루지 못하고 오직 현실적인 노력만이 목표를 이룰 수 있다는 사실을 상기하며, 국제어 지지자들은 이미 오래전 에스페란토 하나의 언어를 지지하였고, 이를 퍼뜨리고 그 문학을 발전시키고 있다. |
| 1. Ĉar la aŭtoro de la lingvo Esperanto tuj en la komenco rifuzis unu fojon por ĉiam ĉiujn personajn rajtojn kaj privilegiojn rilate tiun lingvon, tial Esperanto estas «nenies propraĵo», nek en rilato materiala, nek en rilato morala. Materiala mastro de tiu ĉi lingvo estas la tuta mondo kaj ĉiu deziranto povas eldonadi en aŭ pri tiu ĉi lingvo ĉiajn verkojn, kiajn li deziras, kaj uzadi la lingvon por ĉiaj eblaj celoj; kiel spiritaj mastroj de tiu ĉi lingvo estos ĉiam rigardataj tiuj personoj, kiuj de la mondo esperantista estos konfesataj kiel la plej bonaj kaj plej talentaj verkistoj en tiu ĉi lingvo. | 1. 에스페란토 언어의 창제자는 처음부터 이미 이 언어에 관련된 모든 개인적인 권리와 특권을 포기하였다. 따라서 에스페란토는 물질적 또는 도덕적으로 그 누구의 소유물도 아니다. 이 언어의 물질적 소유자는 전세계이다. 누구나 이 언어로 쓴, 또는 이 언어에 대한 어떤 종류의 저작물도 출판할 수 있고, 이 언어를 어떤 목적으로도 사용할 수 있다. 이 언어의 정신적 소유자는, 에스페란티스토 사이에서 가장 뛰어나고 재능 있는 작가로 일컬어지는 이일 것이다. |
| 1. Esperanto havas neniun personan leĝdonanton kaj dependas de neniu aparta homo. Ĉiuj opinioj kaj verkoj de la kreinto de Esperanto havas, simile al la opinioj kaj verkoj de ĉiu alia esperantisto, karakteron absolute privatan kaj por neniu devigan. La sola unu fojon por ĉiam deviga por ĉiuj esperantistoj fundamento de la lingvo Esperanto estas la verketo «Fundamento de Esperanto», en kiu neniu havas la rajton fari ŝanĝon. Se iu dekliniĝas de la reguloj kaj modeloj donitaj en la dirita verko, li neniam povas pravigi sin per la vortoj «tiel deziras aŭ konsilas la aŭtoro de Esperanto». Ĉiun ideon, kiu ne povas esti oportune esprimata per tiu materialo, kiu troviĝas en la «Fundamento de Esperanto», ĉiu esperantisto havas la rajton esprimi en tia maniero, kiun li trovas la plej ĝusta, tiel same, kiel estas farate en ĉiu alia lingvo. Sed pro plena unueco de la lingvo al ĉiuj esperantistoj estas rekomendate imitadi kiel eble plej multe tiun stilon, kiu troviĝas en la verkoj de la kreinto de Esperanto, kiu la plej multe laboris por kaj en Esperanto kaj la plej bone konas ĝian spiriton. | 1. 에스페란토는 개인이 마음대로 규정을 바꿀 수 없고, 인류 이외의 그 무엇에도 의존하지 않는다. 에스페란토의 창제자의 모든 의견과 저서는 (다른 에스페란티스토의 의견과 저서와 마찬가지로) 순전히 사적인 성격을 지니고, 그 누구에게도 강제성을 띠지 않는다. 모든 에스페란티스토들이 따라야 하는 유일한 에스페란토 언어의 기초는 《에스페란토의 기초》로, 이는 그 누구도 수정할 권리가 없다. 이 책에 쓰여진 규칙과 예시를 따르지 않는 사람은 절대로 자신을 “에스페란토의 창제자의 뜻 또는 조언을 따른다”고 말할 수 없다. 《에스페란토의 기초》에 실린 내용만으로 효과적으로 표현하기 힘든 개념에 대해서는, 모든 에스페란티스토가 자신의 생각에 가장 올바른 대로, 타 언어의 표현법처럼 표현할 권리가 있다. 다만, 언어의 통일성을 위하여 가능한 한 에스페란토의 창제자의 저서의 문체를 따르라고 모든 에스페란티스토에게 권고한다. 에스페란토의 창제자는 에스페란토를 위하여, 에스페란토를 사용하여, 가장 많이 작업을 하였고, 에스페란토의 성격을 가장 잘 알기 때문이다. |
| 1. Esperantisto estas nomata ĉiu persono, kiu scias kaj uzas la lingvon Esperanto, tute egale por kiaj celoj li ĝin uzas. Apartenado al ia aktiva Societo esperantista por ĉiu esperantisto estas rekomendinda, sed ne deviga. | 1. ‘에스페란티스토’란 에스페란토를 알고 쓰는 모든 사람들을, 그 목적에 상관없이 일컫는 말이다. 어떤 에스페란토 협회에 가입하는 것은 추천할 만하지만, 강제로 가입하여야 하는 것은 아니다. |

## 사진

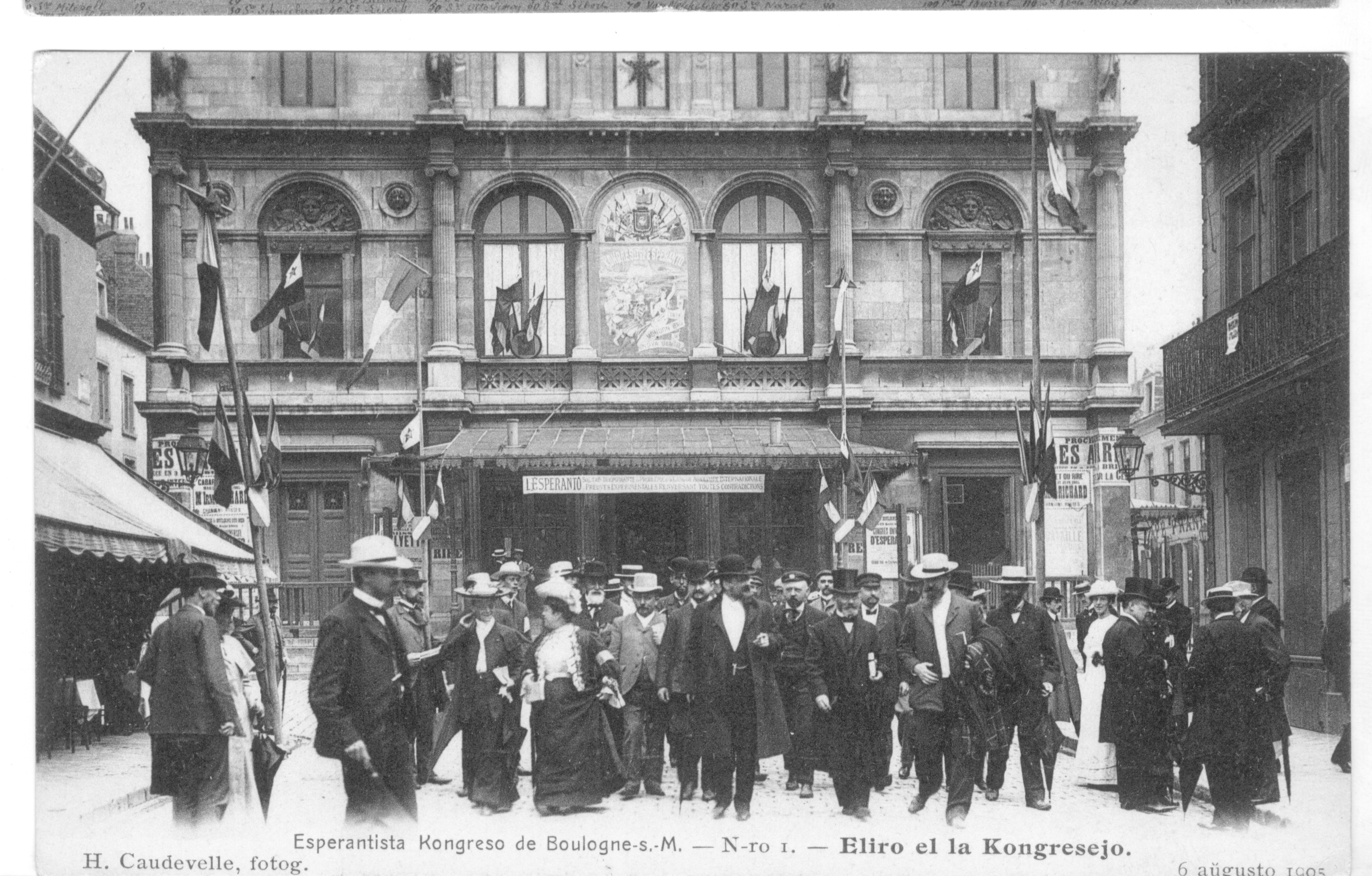
제1차 세계 대회 끝에 찍은 사진.
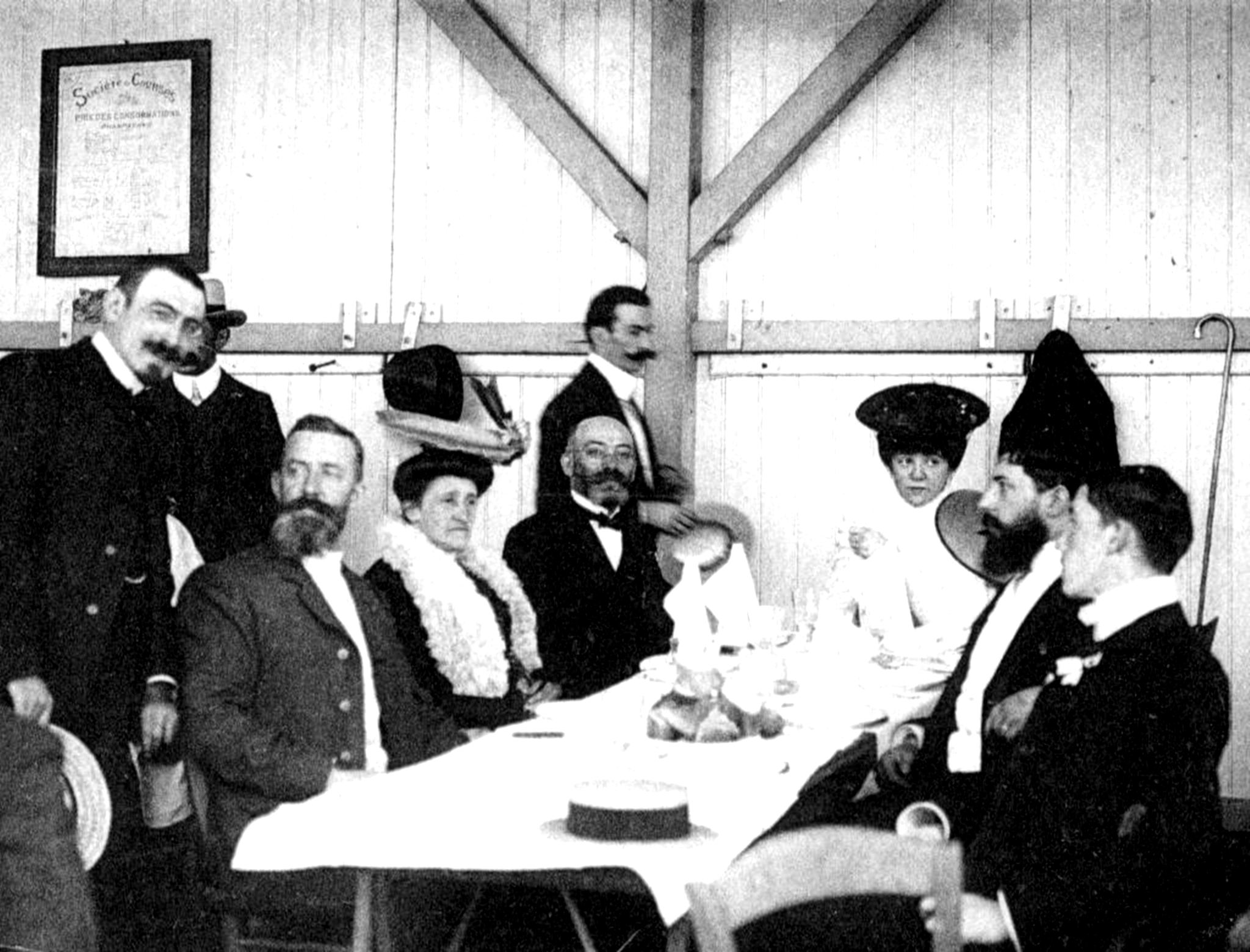
제1차 세계 대회에서, 자멘호프 가족과 미쇼(프랑스어: Alfred Michaux) 가족의 모습.

## 참고 문헌
- Deklaracio pri la Esenco de la Esperantismo. Esperantista Dokumentaro 제1권 (1906년 8월 출판) 31~32쪽에 수록. Oficiala Gazeto 제1권 202쪽에 수록. Originala Verkaro de Zamenhof 237쪽에 수록. Fundamento de Esperanto (제9판) 31~39쪽에 수록.
- Velger, Helmuto (1999년 8월). “Konribuoj al la Norma Esperantologio” (에스페란토). 2007년 9월 27일에 원본 문서에서 보존된 문서. 2012년 2월 1일에 확인함.